# John Pell
John Pell (Southwick, 1 de março de 1611 — Westminster, 12 de dezembro de 1685) foi um matemático inglês.

## Carreira
Pell passou grande parte da década de 1630 trabalhando sob a influência de Samuel Hartlib, em tópicos na área de pedagogia, enciclopedismo e pansofia, combinatória e o legado de Trithemius. Em 1638 ele havia formulado uma proposta para uma linguagem universal. Em matemática, concentrou-se em expandir o escopo da álgebra na teoria das equações e nas tabelas matemáticas. Como parte de um esforço conjunto de lobby com Hartlib para encontrar apoio para continuar como pesquisador, ele teve seu pequeno Idea of Mathematics impresso em outubro de 1638. Trouxe respostas interessadas de Johann Moriaen e Marin Mersenne.
Sua reputação e a influência de Sir William Boswell com os Estados Gerais garantiram sua eleição em 1644 para a cadeira de matemática em Amsterdã, depois que uma tentativa anterior imediatamente após a partida de Martin van den Hove para Leiden falhou. A partir de 1644 trabalhou em uma obra polêmica, contra Longomontanus. Para isso, ele fez um grande esforço solicitando ajuda e depoimentos: de Bonaventura Cavalieri, seu patrono Sir Charles Cavendish, René Descartes, Thomas Hobbes, Mersenne, Claude Mydorge, e Gilles de Roberval. Finalmente apareceu como Controvérsia com Longomontanus sobre a Quadratura do Círculo (1647).
Em 1646, a convite de Frederick Henry, Príncipe de Orange, Pell aceitou o cargo de professor no novo Orange College em Breda, onde lecionou até 1652. Ele percebeu que a guerra entre ingleses e holandeses era iminente e que ele estaria em uma posição extremamente difícil em Breda, então retornou à Inglaterra antes da eclosão da Primeira Guerra Anglo-Holandesa em julho de 1652. Após seu retorno, Oliver Cromwell nomeou Pell para um cargo de professor de matemática em Londres.
De 1654 a 1658, Pell atuou como agente político de Cromwell em Zurique para os cantões protestantes da Suíça; ele cooperou com Samuel Morland, o inglês residente em Genebra. Pell foi descrito em Zurique pelo viajante inglês Sir John Reresby por volta de 1656 como "uma pessoa estranha e desconhecida, não desajustando as pessoas para as quais foi enviado, nem o mestre [Cromwell] de onde veio. Eles são tão rígidos aqui em sua religião, eles não permitem que o embaixador veneziano ouça missa em sua própria casa". Cromwell queria dividir os cantões protestantes da Suíça para se juntar a uma Liga Protestante, com a Inglaterra à frente. No entanto, as negociações de Pell foram prolongadas e ele voltou à Inglaterra para entregar seu relatório pouco antes da morte de Cromwell. Ele foi incapaz de relatar enquanto esperava em vão por uma audiência com o enfermo Cromwell.
Um aluno e discípulo matemático na Suíça, desde 1657, foi Johann Heinrich Rahn, conhecido como Rhonius. Rahn é creditado com a invenção do sinal de divisão (÷) de um dos símbolos clássicos para Obelus; também foi atribuído a Pell, que ensinou a Rahn uma técnica de tabulação de cálculos no estilo de planilha de três colunas e atuou como editor do livro Teutsche Algebra de Rahn, de 1659, no qual apareceu. Este livro de Rahn também continha o que ficaria conhecido como a "equação de Pell". Equações diofantina serão um dos assuntos favoritos com Pell; ele deu palestras sobre o assunto em Amsterdã. Ele agora é mais lembrado, talvez erroneamente, pela equação indeterminada:
{\displaystyle ax^{2}+1=y^{2},}
que é conhecida como equação de Pell. Este problema foi de fato proposto por Pierre de Fermat primeiro a Bernard Frénicle de Bessy, e em 1657 a todos os matemáticos. A conexão de Pell com o problema é através de Rahn. Consistia na publicação das soluções de John Wallis e Lord Brouncker em sua edição de Translation of Rhonius's Algebra (1668) de Thomas Branker; acrescentou às suas contribuições editoriais anteriores, quaisquer que fossem, ao livro de álgebra de 1659 escrito por Rahn (ou seja, Rhonius). Esta nova edição de Pell do que foi essencialmente o trabalho de Rahn incluiu uma grande quantidade de material adicional sobre a teoria dos números., correspondendo a uma resposta ao livro de 1657 Exercitationes mathematicae de Frans van Schooten. Também é notável pela inclusão de uma Table of Incomposits, uma das primeiras tabelas de grandes fatores.

## Publicações
Muitos dos manuscritos de Pell caíram nas mãos de Richard Busby, mestre da Westminster School, e depois passaram para a posse da Royal Society; eles ainda estão preservados em quase quarenta volumes in-fólio na Biblioteca Britânica, que contêm não apenas as próprias memórias de Pell, mas também grande parte de sua correspondência com os matemáticos de sua época.
Suas principais obras são:
- Astronomical History of Observations of Heavenly Motions and Appearances (1634)
- Ecliptica prognostica (1634)
- An Idea of Mathematicks (1638)
- Controversy with Longomontanus concerning the Quadrature of the Circle (1646?)
- A Table of Ten Thousand Square Numbers (fol.; 1672).

A Ideia foi um pequeno manifesto. Fez três sugestões: uma enciclopédia matemática e bibliografia; uma biblioteca completa de pesquisa matemática e coleção de instrumentos, com patrocínio do estado; e um conjunto abrangente de três volumes de livros didáticos de matemática, capaz de transmitir o estado da arte a qualquer estudioso.